# 連鎖販売取引
連鎖販売取引（れんさはんばいとりひき）とは、特定商取引に関する法律第33条で定義される販売形態のこと。日本では俗称としてマルチ商法などと呼ばれ、別途法律で禁止されている無限連鎖講（いわゆる、ねずみ講）と近接する事例も多い。英語では"Multi-level marketing"（マルチ、マルチレベルマーケティング、MLM）あるいは"network marketing"（ネットワークマーケティング）と呼ばれる。"Multi-level marketing"は（マーケティングのシステムではなく）多段階報酬システム、"network marketing"は販売システムと使い分けていることがある。
連鎖販売取引と無限連鎖講（ねずみ講）は双方とも適用する法律が異なる。「連鎖販売取引」の商材の価値が販売価格と大きくかけ離れているような場合、形式的に「連鎖販売取引」になっているとしても、無限連鎖講と判断されることがある（無限連鎖講については「無限連鎖講の防止に関する法律」参照）。

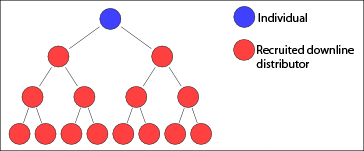
連鎖販売取引の構図

特定商取引法の規制対象であり、連鎖販売取引の際には、事前に勧誘者の氏名・一般連鎖販売業者の氏名を名乗り、その勧誘に関わる商品・役務の種類などを告げなる義務がある。違反すると特定商取引法違反（連鎖販売取引の禁止行為: 6月以下の拘禁刑又は100万円以下の罰金又はこれらの併科）に当たる。更に、勧誘の際・契約の締結後、その解除妨害のために、商品の品質・性能など、特定利益・特定負担・契約解除の条件、その他の重要事項について事実を告げないこと、あるいは事実と違うことを告げることなどが禁止事項に定められている。日本ではマルチ商法に関する相談は、消費者ホットライン188番でできるようになっている。

## 概説
訪問販売等に関する法律（1976年施行、現在は「特定商取引に関する法律」と題名改正）で、いわゆるマルチ商法とよばれるものが、一定の範囲で「連鎖販売取引」として法的に定義づけられ規制されることになった。その後、定義要件が拡大し、規制強化の流れで法改正が行われた。
トラブルが多いため、現在、特定商取引に関する法律（特定商取引法）で、連鎖販売取引は厳しく規制されている。
特定商取引法で、以下のような条件を全て満たす販売取引が連鎖販売取引とされる。
1. 物品の販売（または役務の提供等）の事業であって
2. 再販売、受託販売もしくは販売のあっせん（または役務の提供もしくはそのあっせん）をする者を
3. 特定利益（紹介料や販売マージン、ボーナス等）が得られると誘引し
4. 特定負担（入会金、商品購入費、研修費等の名目で、何らかの金銭的な負担）を伴う取引（取引条件の変更を含む。）をするもの

一般的な商品流通とは異なり、購入者が新たな購入者を勧誘し、その相手に販売することで手数料を得るという手法が、多段階式に連鎖していくことから名づけられる。
システムは多様である。組織の本部が個別の加入者との連鎖販売取引を行う「集中型」、直近の上位ランクとの間で連鎖販売を行う「順次取り次ぎ型」の他、商品販売とあっせんに係る取引が混在しているものなど取引の形態は多岐にわたる。
上位者がその下部が行った商品流通又は役務提供の成果の一部を受け取る仕組みを持つのが一般的だが、勧誘や販売の実績等で、報奨金の増減や加入者のランクが変動する仕組みを取り入れているところも多い。
連鎖販売業は組織の加入者に着目したものであり、組織全体を一つの連鎖販売業として捉えるものではないことには注意が必要である。
悪徳業者（企業）の中には、個々人に対して、実質的に無限連鎖講に類する行為を行ったり、商品の性能や品質の誇張、また「簡単に儲かる」といった、安易に収入になることを強調したセールストークを用いたり、（長時間にわたって）勧誘し市場価格より高額な値段の商品を販売したりする者も依然存在し、契約に際して各地の消費生活センターや国民生活センターへの問い合わせ・相談が相次いだ。ちなみに2003年（平成15年）の国民生活センターへの苦情により、法整備の重要性が見直され、2004年（平成16年）に改正された特定商取引法では次のような規制がなされている。
- 契約締結前と契約締結時の2つの書面交付の義務付け（概要書面に、統括者の名称・住所・代表者氏名、商品の性能・品質等の重要事項、商品など金銭負担(特定負担)の内容、特定利益の金額や計算方法、クーリングオフの告知などが記載された書面がない場合は違法になる[8][9][10]）。
- 広告への一定事項の表示の義務付けや誇大広告の禁止
- 不適切な勧誘行為（不実告知、威迫困惑行為等）の禁止
- クーリングオフは20日間（一般の訪問販売は8日間）
- 中途解約権の付与

ビジネスを提供する連鎖販売企業側のディストリビュータ（分配者の意。販売員、販売代理店、販社などとも呼称される）に対する教育の欠如、違法・問題行動の黙認等があった場合のことを加味すると、連鎖販売網全体の円滑な流通を監督する経済産業省の現行の不十分な監視体制下では、今後も問題視される企業が現れる可能性を拭えない。
下位者の支払った金品を上位者が分配するねずみ講（無限連鎖講）と同様に、連鎖販売取引においても勧誘販売の成果及びポジションに応じて報酬を受けるという共通点がある。
組織的には以下の2形態がよく知られている。
- ピラミッド型の組織となりピラミッドの頂点に連鎖販売企業、その下に上位から裾野が広がるディストリビュータ組織が形成されていくシステム（先の例では問屋のみが連鎖販売企業から購入ができるシステム）。
- 構造はピラミッド型をしていながら、全ての人が連鎖販売企業とつながっており、情報の取得や商品の購入ができるシステム。

前者のピラミッド的な構造の組織形成の方式は企業によって異なり、構成に制約のあるブレイクアウェイ方式、バイナリー方式等もある。こうした組織形成の方式により報酬プランが異なる。実際には、これらを組み合わせた報酬体系を採用しているところが多く、予備知識のない人には全体像が理解しにくくなっている。
流通させている製品の価格が、同等の一般流通品との比較すると割高となっているものも珍しくはない。しかし実態に即していない優位性ばかりが強調され、消費者を誤解させるような勧誘が行われているケースも多く、問題視されている。
よく中間マージンがない、もしくは少ないという点が強調される場合があるが、一般的な連鎖販売取引の場合、（製品販売価格）＝（製品原価）+（連鎖販売取引企業の儲け）+（諸費用）+（ディストリビュータ等へのボーナス原資）+（ディストリビュータの小売りマージン）となる。この中でボーナス原資が多くの部分を占める。この製品販売価格とボーナス原資と小売りマージンを合わせた割合を「還元率」と呼ぶ。一般的に還元率が高い方が、参加した会員が手にする収入は増える構造であるが、階層によって異なる還元率を競っているケースも多い。また、あまりに還元率が高いと無限連鎖講と見なされる恐れがある。
組織の構成の制約がある場合や、各社のボーナスプランや報酬体系は様々で複雑なものが多い。完全に理解しないまま参加し、後々消費者被害に繋がるケースが後を絶たない。また、悪辣なシステムの場合、解約や入金がスムーズに行われない場合がある。契約する企業体の経営実態や商品の正当性、安全性などを十分に理解する必要がある。
商品としては、健康食品（例：Zija International ジージャ・ジャパン - インターネット、アムウェイ、ハーバライフ、GENKIREI）、健康器具、化粧品（例：アムウェイ、ゼンザ、GENKIREI）等が多く、ファクシミリ（一例：AJOL〈旧かもめサービス〉のMOJICO、メガシェーナ〈旧LAN〉のNET LANシリーズ）、などのような通信機器や情報機器を扱うものや、近年では情報商材といった実物がないもの（例：アフィリエイト）を扱う場合もある。当然、扱う対象となる商品自体にも一般的な法規制が適用される。例えば、健康食品に対して医薬品のような効果をうたうと薬機法違反となる。また、販売する商品が実際の価値を大きく超えた価格で販売された場合には、ねずみ講として無限連鎖講防止法が適用される可能性もある。
悪辣なシステムが横行したために制定された特定商取引法による規制は厳しい。例えば、クーリングオフ妨害のために不実の告知をしたり、威迫して困惑させたりすると「三年以下の懲役又は三百万円以下の罰金に処し、又はこれを併科する。」と重い刑罰が適用される。違反行為があった場合、クーリングオフは期間を過ぎていても有効とされる。また同法で販売、勧誘活動が厳しく規制されており、連鎖販売取引を行う場合は、法律をよく理解した上で活動しなければならないなど、通常の販売活動より細心の注意を必要とするため、連鎖販売企業がこれらを正しく教育しているかも重要な判断材料となる。
2016年の訪問販売協会世界連盟のデータによると、（マルチレベルマーケティングを含む）ダイレクトセリング〈訪問販売〉の1位がアメリカ（小売推計約355億ドル）、2位が中国（香港を含めて約342億ドル）で、日本（153億ドル）は、韓国（169億ドル）に次ぐ規模である。北米・アジアでは盛んだが、ヨーロッパではあまり見られない。

### 合法性・違法性
連鎖販売取引は、その手法が特定商取引法により厳しく規制されている。例えば『誇大広告』を行った事業者は行政処分の対象になるほか、『不実の告知』や『事実の不告知』といった違法な勧誘行為には、責任者や勧誘者等に対して懲役や罰金といった罰則も定められている。また表向きは連鎖販売取引になっていても、取り扱う商材の価値が価格と大きくかけ離れているような場合には無限連鎖講（ねずみ講）としての違法性を問われることもある。

業界団体である日本訪問販売協会の連鎖販売取引の自主行動基準には、禁止行為として
と、明記されている。また、特商法施行規則第27条（誇大広告等の禁止）第5号により「国、地方公共団体、著名な法人その他の団体又は著名な個人の関与」について、著しく事実と異なる表示をしたり、優良・有利誤認させる表示をしたりすることが禁止されており、特商法の通達において特商法第34条（禁止行為）第1項第5号の「連鎖販売取引の相手方の判断に影響を及ぼすこととなる重要なもの」の例として「「経済産業省に認められた商法である。」と告げることは不実の告知となる」と明記されている。連鎖販売取引は会社によりプランなどが異なるため、まずはその会社の取り扱うものが合法なのかどうかを精査することが大切である。こうしたグレーゾーンの問題に対し、日弁連は2012年5月に連鎖販売取引に関する法規制の強化を求める意見書を提出した。
一般に、マルチ商法は、法律を守れば合法と表現されることが多いが、紀藤正樹弁護士は「マルチ商法は、“原則違法”」「要は“基本的に違法だけど、特定の条件を満たした場合のみ合法に変わる”といった、厳しい規制の中で展開されているビジネスなんですよ。」と表現している。

### 公務員の就労
国家公務員、地方公務員など公務員は、国家公務員法・地方公務員法の兼業禁止規定違反（副業の規制）にあたる為、連鎖販売取引に加入してはならない。加入が発覚した場合、過去の事例では懲戒処分に付されている。企業に就職している場合でも社内規定、就業規則によっては違反になる場合がある。連鎖販売取引を行う場合には事前に規則に違反していないことを確認し、職場の許可を得る必要がある場合がある。こちらも無許可での加入が発覚した場合、懲戒処分の対象となる場合がある。

## 呼称について
連鎖販売取引は法律用語であり、他に一般的な呼称が多いのも特徴の一つである。「マルチ商法」という言葉が悪徳商法的なイメージを持つと考える業者もおり、健全な連鎖販売業であることをアピールするため、「ネットワークビジネス」、「MLM（"Multi-Level Marketing"）」等と称することも多い。ただし、マルチ商法、マルチまがい商法、MLM、ネットワークビジネス等呼称が異なるが、法律上は「特定商取引に関する法律」の「連鎖販売取引」に該当する場合がほとんどである。連鎖販売取引に該当する用語は以下のようなものがある。
MLMはマーケティングのみ連鎖であり、商品は直販で購入し、紹介者に報奨金を与えるというものという考えもあり、ニュースキンなどが採用している。
- マルチ商法
- ネットワークビジネス
- ネットワークマーケティング
- マルチレベルマーケティング（MLM）

しかし、これらの用語は呼称する人により、微妙に意味合いが異なることがある。例えば、ある人物は「マルチ商法」を連鎖販売取引と全く同義語として考えているが、別の人物は「マルチ商法」を悪徳な連鎖販売取引とし、「MLM」を健全な連鎖販売取引と考えているようなことがある。また、IT系ベンチャービジネス起業家がメディアで耳目を集めることから、そうしたいわゆる「成功者」のような印象を自らに持たせるために「ネットワークビジネス」の呼称を作為的に用いている人物もいる。これらの呼称に惑わされず、特定商取引法により厳しく規制されている連鎖販売取引であるということに十分注意する必要がある。
マルチレベルマーケティング（連鎖販売取引）は、ビジネスの手法の一つとして様々なものが存在しており、「ネットワークビジネス」といった言葉を前面に出しておらず連鎖販売取引に該当するイメージが薄い企業もある。ただ注意すべき点として、そうした企業を例に挙げ「一橋大学や早稲田大学ではMLM を講義で推進」「ハーバード大学のMBA はMLM が必修」といった話で、従来型のマルチ商法などから大きく進化したビジネスモデルとして、その正当性や優位性を主張して勧誘を行う事例が珍しくない。しかし、たとえ別の名称だとしても実態はマルチ商法そのものであり、正当性や優位性の説明もそのほとんどがデタラメであると指摘されている。仮に大学の講義などで取り上げられたとしても、それがMLM自体の正当性を説明する理由にはならないし、逆に消費者問題の一つとして取り上げていた場合もある。
また、ねずみ講という言葉もあるが、これは無限連鎖講（「無限連鎖講防止に関する法律」にて規定）を意味することが多い。しかし無限連鎖講と連鎖販売取引の総称のような意味で使う人もいるので注意を要する。
ほとんど死語とも思われるが「マルチ講」という言葉もある。これは、無限連鎖講を意味する場合と、連鎖販売取引を意味する場合があるようであり、十分注意する必要がある。

## 参加者・組織の特徴
ネットワークビジネスの集団は、前向きな心的態度を活用する「積極思考」（ポジティブシンキング）を信奉し教化する特殊な集団であり、成功も失敗も完全に自分次第であるという究極の自力信仰でもある。現代人の「自分探し」欲求に強烈にアピールする魅力があり、経済的成功の夢で、会社での地位が低い男性や虚無感を抱える主婦などを強く惹きつけている。資本主義社会に対しては極めて肯定的である。昔から「宗教のようだ」という批判・指摘があり、参加者全員が成功するという実現しえないことをグループ全体で信じていることから白眼視され、参加者は信者のようだと評されている。
ラリーという大会が定期的に開かれ、成功者の表彰と成功談のスピーチが行われ、士気が高められる。これを通してネットワークビジネスの価値観を内面化し、生活を染め上げていく。夢を叶えようと情熱を注ぐほど外部からは冷たい目で見られ、さらにグループ内のつながりは強くなっていく面がある。
掲げられる経済的成功の夢や理想とは裏腹に、参加者に経済的に成功している人が少なく、アメリカでの試算によると、ネットワークビジネスで収益を挙げられるのは、全体の1％以下である。一生の仕事にしようと決心して参入しても、多くは2年以内でアクティブなディストリビューターをやめている。やる気をもって最初に数十万円の商品を購入するが、ほとんどの人がそれを回収する前に諦め撤退し、こうして常に新しい参入者がまとまった初期投資を行い挫折して去ることで、上位の人間が利益を得られるよう成立している。
ディストリビューターには労働組合・医療保険・労働保険もいらず、組織への忠誠心は非常に高いという、組織としては理想的な労働力になっている。前向きな態度が成功をもたらし、それは誰にでもできるというメッセージは、内部に存在する不平等を覆い隠し、経済的成功の夢の実現性の低さが、社会との緊張をもたらす要因になっている。

## 特定商取引法に基いた説明
この章では、特定商取引法に基いて、連鎖販売取引に関する用語や行為規制などについて説明する。
また、説明中、平成16年11月4日付の各経済産業局長及び内閣府沖縄総合事務局長あて通達「特定商取引に関する法律等の施行について」を引用している部分がある。この通達は、本稿では単に「通達」と記す。

### 特定利益とは
特定利益とは、以下のいずれかに該当するものをいう。
- 商品の再販売、受託販売若しくは販売のあっせんをする他の者又は同種役務の提供若しくは役務の提供のあっせんをする他の者が、提供する取引料により生ずるもの。
  - 例「あなたが勧誘して組織に加入する人の提供する取引料の○○%があなたのものになる。」（「通達」より引用）
- 商品の再販売、受託販売若しくは販売のあっせんをする他の者に対する商品の販売又は同種役務の提供若しくは役務の提供のあっせんをする他の者に対する役務の提供により生ずるものであること。
  - 例「あなたが勧誘して組織に加入する人が購入する商品の代金（提供を受ける役務の対価）の○○%があなたのものになる。」（「通達」より引用）
- 商品の再販売、受託販売若しくは販売のあっせんをする他の者が取引料の提供若しくは商品の購入を行う場合、又は同種役務の提供若しくは役務の提供のあっせんをする他の者が取引料の提供若しくは役務の対価の支払を行う場合に、当該他の者以外の者が提供する金品により生ずるものであること。
  - 例「あなたが勧誘して組織に加入する人があれば統括者かた一定の金銭がもらえる。」（「通達」より引用）

いずれも、組織の内部の者（組織に加入することとなる者を含む。）の提供する金品を源泉とするものであり、一般消費者への商品販売による利益（いわゆる小売差益）は、「特定利益」には含まれない。

### 特定負担とは
特定負担とは、連鎖販売取引に伴う負担であり、再販売等を行う者が負うあらゆる金銭的な負担が含まれる。
「通達」では、次のような例示がある。
- 再販売等をするために必要な物品（「ビジネス・ガイド」、「スターター・キット」などと呼ばれる場合もある。）を購入する場合や再販売等をするための商品を購入する場合であれば、それらの購入代金は特定負担に該当するほか、入会金、保証金、登録料、研修参加費用等の金銭負担が必要であれば、それらの費用は「取引料」であり、特定負担に該当する。
- 「当該販売組織に入会する時点で何ら金銭的負担が求められていない場合であっても、組織に入会後実際に商売を始めるために別途商品購入等何らかの金銭的負担をすることが前提となった契約である場合には、その負担が特定負担に該当する（したがって、入会契約の時点で法第37条第2項の書面、その契約を締結するまでに同条第1項の書面をそれぞれ交付しなければならない）。入会契約書面上で「負担は一切ありません。」や「商品購入はあくまで参加者の自由です。」と記載していたとしても、取引の実質をもって判断される。

なお、「通達」中、「法第37条第2項の書面」とは「契約書面」（後述）、「同条第1項の書面」とは「概要書面」（後述）のことである。

### 連鎖販売取引とは
本稿の冒頭部を参照。

### 統括者とは
「統括者」とは、一連の連鎖販売取引業を実施的に統括する者である。
例示として、
- 商品に自己の商標をつけていること
- 役務の提供について自己の商号等を使用させること
- 約款を定めていること
- 連鎖販売業を行なう者に、経営指導を行なっていること

等としている。

### 勧誘者とは
<勧誘者>とは、「統括者が連鎖販売取引について勧誘を行なわせる者」である。
本稿においては、これを日常用語的な意味での「勧誘者」と区別するため、<勧誘者>と表記することにする。
<勧誘者>の定義が「統括者が…」となっていることに注意されたい。
典型的には、統括者から勧誘の委託を受けて、説明会などで勧誘する者がこれに該当する。
統括者以外で連鎖販売取引を行なっている者が、自分のために勧誘する場合は、ここでいう<勧誘者>には該当しない。
（日常用語としては違和感があろうが）

### 一般連鎖販売業者とは
一般連鎖販売業者とは、統括者又は<勧誘者>以外のものであって、連鎖販売業を行う者をいう。

### 禁止行為
- 統括者又は<勧誘者>は、無店舗個人との契約の締結について勧誘をするに際し、又は契約の解除を妨げる為に次のことをしてはならない。
  - 故意の事実不告知（直罰規定あり）
  - 不実告知（直罰規定あり）
- 一般連鎖販売業者は、無店舗個人との契約の締結について勧誘をするに際し、又は契約の解除を妨げる為に次のことをしてはならない。
  - 故意の事実不告知（直罰規定なし。但し、主務大臣より改善指示の行政処分を受け、それに従わない場合は罰則あり。）
  - 不実告知（直罰規定あり）

なお、事実不告知、又は不実告知の対象となる事項については、詳細な規定がある。
- 統括者、<勧誘者>又は一般連鎖販売業者は、連鎖販売取引についての無店舗個人との契約を締結させ、又は連鎖販売取引についての契約の解除を妨げるため、人を威迫して困惑させてはならない。
- 統括者、<勧誘者>又は一般連鎖販売業者は、特定負担を伴う取引についての契約の締結について勧誘をするためのものであることを告げずに営業所、代理店等以外の場所において呼び止めて同行させた者に対して、公衆の出入りする場所以外の場所において当該契約の締結について勧誘（いわゆる「キャッチセールス」）をしてはならない。
- 統括者、<勧誘者>又は一般連鎖販売業者は、特定負担を伴う取引についての契約の締結について勧誘をするためのものであることを「告げずに」、次の方法で営業所その他特定の場所への来訪を要請し、公衆の出入りする場所以外の場所において当該契約の締結について勧誘（いわゆる「アポイントメントセールス」）をしてはならない。
  - 来訪を要請する方法
    - 電話、郵便、信書便、電報、ファクシミリ装置を用いて送信する方法
    - 電磁的方法
    - ビラ若しくはパンフレットを配布
    - 拡声器で住居の外から呼び掛ける
    - 住居を訪問

### 不実告知か否かの合理的な根拠を示す資料の提出
主務大臣は、不実告知か否かを判断するため必要があると認めるときは、その告知をした統括者、<勧誘者>又は一般連鎖販売業者に対し、期間を定めて当該表示の裏付けとなる合理的な根拠を示す資料の提出を求めることができる。
告知をした統括者、<勧誘者>又は一般連鎖販売業者が、資料を提出しないときは、不実告知をしたとみなされる。

### 広告規制
統括者、<勧誘者>又は一般連鎖販売業者は、広告をするときは、下記の事項を表示しなければならない。
- 商品又は役務の種類
- 当該連鎖販売取引に伴う特定負担に関する事項（金額を明示して）
- その連鎖販売業に係る特定利益について広告をするときは、その計算の方法として
  - 他の者に対する商品の販売金額又は役務の対価の支払の金額に対して、収受し得る特定利益の金額の割合、その他の特定利益の計算の方法の概要を表示すること
  - 特定利益の全部又は一部が支払われないこととなる場合があるときは、その条件を表示すること。
  - 収受し得る金額その他の特定利益の指標を表示するときは、その指標と同等の水準の特定利益を実際に収受している者が多数を占めることを示す数値を表示するなど、特定利益の見込みについて正確に理解できるように、根拠又は説明を表示すること

となっている。
- 広告をする統括者、<勧誘者>又は一般連鎖販売業者の氏名又は名称、住所及び電話番号（<勧誘者>又は一般連鎖販売業者が広告をする場合は、その連鎖販売業に係る統括者の氏名又は名称、住所及び電話番号を含む。）
- 統括者、<勧誘者>又は一般連鎖販売業者が法人であって、「電子情報処理組織」を使用する方法により広告をする場合には、当該統括者、<勧誘者>若しくは一般連鎖販売業者の代表者又は連鎖販売業に関する業務の責任者の氏名
  - ここで「電子情報処理組織」とは、統括者、<勧誘者>又は一般連鎖販売業者の使用に係る電子計算機と顧客の使用に係る電子計算機とを電気通信回線で接続した電子情報処理組織をいう。
  - 具体的には、「電子情報処理組織を使用する方法により広告」とは、Web、パソコン通信、電子メール等による広告ということになる。
- 商品名

「広告」について、「通達」は、
としている。
また、誇大広告等やいわゆる「迷惑メール」による広告についても規制されている（詳細な規定あり）。

### 誇大広告等の禁止
統括者、<勧誘者>又は一般連鎖販売業者は、その統括者の統括する一連の連鎖販売業に係る連鎖販売取引について広告をするときは、誇大広告をしてはならない。
（詳細な規定あり）

### 誇大広告か否かの合理的な根拠を示す資料の提出
主務大臣は、誇大広告か否かを判断するため必要があると認めるときは、その広告表示をした統括者、<勧誘者>又は一般連鎖販売業者に対し、期間を定めて当該表示の裏付けとなる合理的な根拠を示す資料の提出を求めることができる。
広告表示をした統括者、<勧誘者>又は一般連鎖販売業者が、資料を提出しないときは、誇大広告とみなされる。

### 書面の交付
- 連鎖販売業を行う者は、連鎖販売取引に伴う特定負担をしようとする無店舗個人とその特定負担についての契約を締結しようとするときは、その契約を締結するまでに、概要について記載した書面（「概要書面」）をその者に交付しなければならない。
  - ただし、連鎖販売業を行う者以外の者が、その連鎖販売業に係る連鎖販売取引に伴う特定負担についての契約を締結する者であるときは、その者が概要書面を交付しなければならない。
- 連鎖販売業を行う者は、その連鎖販売業に係る連鎖販売取引についての契約を締結した場合において、その契約の相手方が無店舗個人であるときは、遅滞なく、その契約の内容を明らかにする書面（「契約書面」）をその者に交付しなければならない。

概要書面、契約書面に記載しなければならない事項は、次の表の通りである。
| 法定記載事項 | 概要書面 | 契約書面 |
| --- | -------- | -------- |
| 統括者の氏名又は名称、住所及び電話番号並びに法人にあっては代表者の氏名 | ○        | ○        |
| 連鎖販売業を行う者が統括者でない場合には、当該連鎖販売業を行う者の氏名又は名称、住所及び電話番号並びに法人にあっては代表者の氏名                                                                                   | ○        | ○        |
| 商品の種類及びその性能若しくは品質に関する重要な事項又は権利若しくは役務の種類及びこれらの内容に関する重要な事項                                                                                                   | ○        | -        |
| 商品名 | ○        | -        |
| 商品若しくは権利の販売価格、商品若しくは権利の引渡し若しくは移転の時期及び方法その他の商品若しくは権利の販売条件に関する重要な事項又は役務の対価、役務の提供の時期及び方法その他の役務の提供条件に関する重要な事項 | ○        | -        |
| 連鎖販売業に係る特定利益に関する事項 | ○        | ○        |
| 連鎖販売取引において伴う特定負担の内容 | ○        | ○        |
| 契約の解除の条件その他の当該連鎖販売業に係る契約に関する重要な事項 | ○        | -        |
| 禁止行為に関する事項 | ○        | ○        |
| 商品の再販売、受託販売若しくは販売のあっせん 又は同種役務の提供若しくは役務の提供のあっせんについての条件に関する事項                                                                                              | -        | ○        |
| 契約年月日 | -        | ○        |
| 商標、商号その他特定の表示に関する事項 | -        | ○        |
| 特定負担以外の義務についての定めがあるときは、その内容 | -        | ○        |
| 割賦販売法上のローン提供業者又は割賦購入あっせん業者への抗弁の対抗ができること | ○        | ○        |

記載事項については、その内容、文字サイズ、文字色等といったことが、詳細に規定されている。
記載事項は、JIS Z 8305に規定する8ポイント以上の大きさの文字及び数字でなければならない。また、赤字で記載し、赤枠で囲わなければならない文章も規定されている。
- 概要書面について「通達」では、「連鎖販売取引に伴う特定負担についての契約は、通常、連鎖販売業を行う者が当事者となるが、連鎖販売業を行う者以外の者が特定負担についての契約を締結する場合は、その者が書面交付義務者となる。例えば、業者がAを誘引し、Aが業者以外のBに対して特定負担を負った上、業者との間で連鎖販売組織への入会等に係る契約（連鎖販売取引についての契約）を締結する場合には、特定負担についての契約を締結するBが、連鎖販売業を行う者でなくとも、書面交付義務者となる。」とされている。
- また、契約書面について「通達」では、「商品販売の場合、契約書面では、全ての商品に係る情報を記載した書面（多くの商品を扱う事業者の場合、通常、製本したパンフレット）を交付することが求められる。」とされている。

### クーリングオフ
- 連鎖販売業を行う者が、契約を締結した場合におけるその契約の相手方（無店舗個人に限る。以下、「連鎖販売加入者」という）は、契約書面を受領した日から起算して20日を経過したときを除いて、理由の如何を問わず書面によって契約の解除（クーリングオフ）を行うことができる。
  - ただし、連鎖販売取引が商品の再販売をするものである場合においては、その商品につき最初の引渡しを受けた日と、契約書面を受領した日の遅い方から日数を起算する。
    - 連鎖販売加入者が、契約書面を受領していなければ、いつまでもクーリングオフが可能である。
    - 契約書面に法定の記載事項が欠落していたり、内容が虚偽であったりする場合は、「契約書面を受領」とはみなせず、いつまでもクーリングオフが可能である。
- 連鎖販売加入者が、不実告知による誤認や威迫されたことにより困惑して（クーリングオフ妨害により）、上記期間内にクーリングオフを行わなかった場合には、「クーリング・オフ妨害解消のための書面」（その内容には、細かい規定あり）を受領した日から起算して20日を経過したときを除いて、クーリングオフを行うことができる。
  - クーリングオフ妨害があったにもかかわらず、「クーリング・オフ妨害解消のための書面」を受領していなければ、いつまでもクーリングオフが可能である。
- その連鎖販売業を行う者は、クーリングオフに伴う損害賠償又は違約金の支払を請求することができない。
- クーリングオフは、その旨の書面を発した時に、その効力を生ずる。
  - （クーリングオフ期間内に、連鎖販売業を行う者に対して書面が到達する必要はない。）
- クーリングオフがあった場合において、その契約に係る商品の引渡しが既にされているときは、その引取りに要する費用は、その連鎖販売業を行う者の負担となる。
- クーリングオフの規定に反する特約で、連鎖販売加入者に不利なものは、無効となる。

### 中途解約
複雑な規定があるが、ここでは概略を説明するにとどめる。
正確には、法令を参照されたい。

#### 連鎖販売契約の中途解約
連鎖販売加入者は、クーリングオフ期間の経過後（クーリングオフ妨害があった場合は、「クーリング・オフ妨害解消のための書面」を受領した日より起算したクーリングオフ期間の経過後）、将来に向かってその連鎖販売契約の解除（「中途解約」）を行うことができる。

「通達」は、
としている。

#### 連鎖販売契約の中途解約に伴う損害賠償等の制限
- 連鎖販売業を行う者は、連鎖販売契約が中途解約されたときは、損害賠償額の予定又は違約金の定めがあるときにおいても、次の金額と、これに対する法定利率による遅延損害金の額を加算した金額を超える額の金銭の支払を連鎖販売加入者に対して請求することができない。
  - 商品の引渡し後である場合
    - 「契約の締結及び履行のために通常要する費用の額」
    - +「引渡しがされた商品（中途解約されなかった商品販売契約に関するものに限る）の販売価格に相当する額」
    - +「提供された特定利益その他の金品（中途解約された商品販売契約に関するものに限る）に相当する額」

  - 役務の提供開始後である場合
    - 「契約の締結及び履行のために通常要する費用の額」
    - +「提供された当該役務の対価に相当する額」

  - その他の場合
    - 「契約の締結及び履行のために通常要する費用の額」

#### 商品販売契約の中途解約
- 連鎖販売契約が中途解約された場合において、その中途解約前に、連鎖販売業を行う者が連鎖販売加入者に対し、既に、連鎖販売業に係る商品の販売（そのあっせんを含む）を行っているときは、連鎖販売加入者は、次に掲げる場合を除き、商品販売契約の中途解約を行うことができる（但し、連鎖販売加入者が、当該連鎖販売契約を締結した日から一年を経過していない者に限る）。
  - 当該商品の引渡し（当該商品が施設を利用し又は役務の提供を受ける権利である場合にあっては、その移転。）を受けた日から起算して90日を経過したとき
  - 当該商品を再販売したとき
  - 当該商品を使用し又はその全部若しくは一部を消費したとき（当該連鎖販売業に係る商品の販売を行った者が当該連鎖販売加入者に当該商品を使用させ、又はその全部若しくは一部を消費させた場合を除く）
「通達」は、「使用又は消費は、連鎖販売加入者の主体的な判断の下になされる必要があり、当該商品の販売を行った者が、連鎖販売加入者に当該商品を使用又は消費させたような場合は、本号には該当せず、連鎖販売加入者は当該商品販売契約を解除することができる。」としている。
  - 連鎖販売加入者の責めに帰すべき事由により、当該商品の全部又は一部を滅失し、又はき損したとき

#### 商品販売契約の中途解約に伴う損害賠償等の制限
- 連鎖販売業を行う者は、商品販売契約が中途解約されたときは、損害賠償額の予定又は違約金の定めがあるときにおいても、次の金額と、これに対する法定利率による遅延損害金の額を加算した金額を超える額の金銭の支払を連鎖販売加入者に対して請求することができない。
  - 商品が返還された場合又は商品販売契約の中途解約が商品の引渡し前である場合
    - 商品の販売価格の1/10に相当する額

  - 商品が返還されない場合
    - 商品の販売価格に相当する額

#### 商品販売契約の中途解約に関する統括者の連帯責任
商品販売契約が中途解約された場合、統括者は、その商品の販売を行なった者の債務に対して連帯責任を負う。
この規定は、商品の販売を行なった者が無資力や行方不明になった場合、中途解約により返金されるべき金銭が、連鎖販売加入者に渡らなくなってしまう事態を防ぐためのものである。統括者が連帯責任を負うのは、連鎖販売取引の組織を運営管理する立場であるからである。

#### 連鎖販売加入者に不利な特約の無効
中途解約に関する規定に反する特約で、連鎖販売加入者に不利なものは無効となる。

#### 割賦販売の場合の適用除外
前述の連鎖販売契約又は商品販売契約の中途解約に伴う損害賠償等の制限に関する規定は、連鎖販売業に係る商品又は役務を割賦販売により販売し又は提供するものについては、適用しない。

### 連鎖販売契約の申込み又はその承諾の意思表示の取消し
- 連鎖販売加入者は、不実告知又は故意の事実不告知により誤認し、連鎖販売契約の申込み又は、その承諾の意思表示をしたときは、これを取り消すことができる。
- 上記、取消権は、善意の第三者に対抗することができない。
- 上記、取消権は、追認をすることができるときから6か月間行使しないときは時効により消滅する。契約の締結から5年を経過したときも同様とする。

（複雑な規定があるが、ここでは概略を説明するにとどめた。正確には、法令を参照されたい。）

### 罰則
法第34条第1項から第3項の禁止行為に違反した場合は、「2年以下の拘禁刑又は300万円以下の罰金に処し、又はこれを併科する」とある（第70条）。

### 一般的な説明
- 連鎖販売取引｜特定商取引法ガイド

### 公的機関による解説
- 事例 連鎖販売取引｜特定商取引法ガイド - 消費者庁
- マルチ商法 - 警視庁
- マルチ取引 - 国民生活センター

### 関係法令・通達
- 特定商取引に関する法律 - e-Gov法令検索
- 特定商取引に関する法律施行令 - e-Gov法令検索
- 特定商取引に関する法律施行規則 - e-Gov法令検索
- 法改正｜特定商取引法ガイド - 消費者庁
- 特定商取引法 - 消費者庁